# Hilary Caldwell
Hilary Caldwell, född 13 mars 1991 i London i Ontario, är en kanadensisk simmare.
Caldwell blev olympisk bronsmedaljör på 200 meter ryggsim vid sommarspelen 2016 i Rio de Janeiro.